# Selezioni giovanili della nazionale femminile di pallavolo dell'Irlanda
Le selezioni giovanili della nazionale femminile di pallavolo dell'Irlanda sono gestite dalla federazione pallavolistica dell'Irlanda (VAI) e partecipano ai tornei pallavolistici internazionali per squadre nazionali femminili limitatamente a specifiche classi d'età.

## Under 22
La selezione nazionale under 22 rappresenta l'Irlanda nelle competizioni internazionali dove il limite di età è di 22 anni.
Non ha mai preso parte ad alcun torneo ufficiale.

## Under 21
La selezione nazionale under 21 rappresenta l'Irlanda nelle competizioni internazionali dove il limite di età è di 21 anni.
Non ha mai preso parte ad alcun torneo ufficiale.

## Under 20
La selezione nazionale under 20 rappresenta l'Irlanda nelle competizioni internazionali dove il limite di età è di 20 anni.
| Campionato europeo | Campionato europeo |
| Edizione           | Piazzamento        |
| ------------------ | ------------------ |
| 2024               | 16º posto          |

## Under 19
La selezione nazionale under 19 rappresenta l'Irlanda nelle competizioni internazionali dove il limite di età è di 19 anni.
Non ha mai preso parte ad alcun torneo ufficiale.

## Under 18
La selezione nazionale under 18 rappresenta l'Irlanda nelle competizioni internazionali dove il limite di età è di 18 anni.
Non ha mai preso parte ad alcun torneo ufficiale.

## Under 17
La selezione nazionale under 17 rappresenta l'Irlanda nelle competizioni internazionali dove il limite di età è di 17 anni.
Non ha mai preso parte ad alcun torneo ufficiale.